# منتخب أنغولا لكرة اليد
منتخب أنغولا لكرة اليد هو الممثل الرسمي لدولة انغولا في لعبة كرة اليد و قد تمكن من التأهل الي بطولة العالم لكرة اليد في 2005 و 2007 و 2017 ، رغم ذلك لا يعتبر هذا المنتخب من كبار القارة الأفريقية إذ إنه لم يتوج أبدًا ببطولة افريقيا .

## سجل النتائج في بطولة العالم
| - ألمانيا 1938 : - السويد 1954 : - ألمانيا الشرقية 1958 : - ألمانيا الغربية 1961 : - تشيكوسلوفاكيا 1964 : - السويد 1967 : - فرنسا 1970 : - ألمانيا الشرقية 1974 : - الدنمارك 1978 : - ألمانيا الغربية 1982 : | - سويسرا 1986 : - تشيكوسلوفاكيا 1990 : - السويد 1993 : - أيسلندا 1995 : - اليابان 1997 : - مصر 1999 : - فرنسا 2001 : - البرتغال 2003 : - تونس 2005 : 20 - ألمانيا 2007 : 21 |

## روابط إضافية
- Angola national handball team